# Quatuor Prima Vista
 (août 2025).
Si vous disposez d'ouvrages ou d'articles de référence ou si vous connaissez des sites web de qualité traitant du thème abordé ici, merci de compléter l'article en donnant les références utiles à sa vérifiabilité et en les liant à la section « Notes et références ».

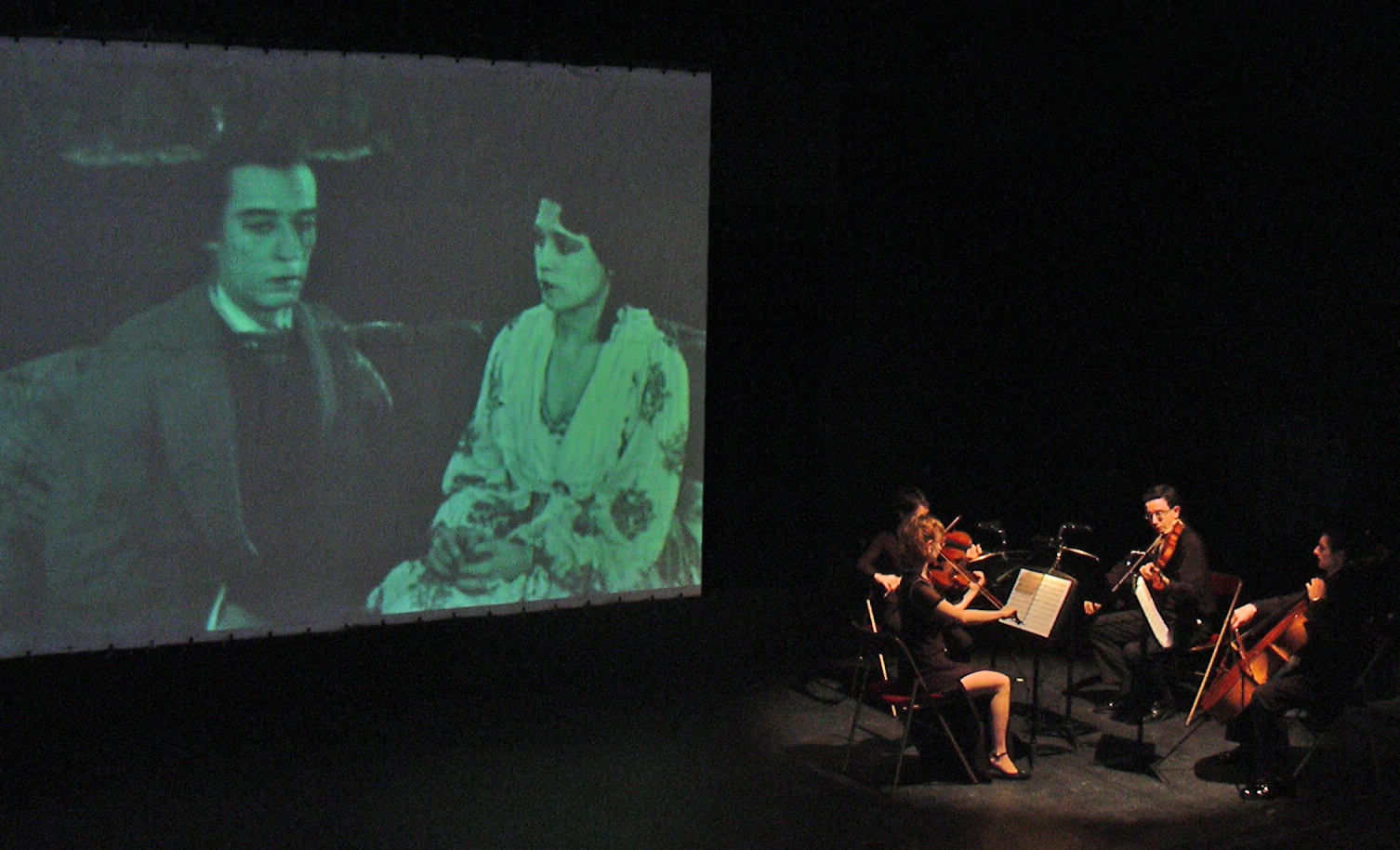
Ciné-concert du Quatuor Prima Vista sur le film Le Mécano de la « General » de Buster Keaton.

Le Quatuor Prima Vista est un quatuor à cordes basé en Île-de-France après avoir été implanté à Clermont-Ferrand de 1997 à 2014. 
En 2017, il fête son 20e anniversaire.

## Historique
Le Quatuor Prima Vista a été fondé en 1997 par Baudime Jam et Elzbieta Gladys. De 1997 à 2010, il organise à Clermont-Ferrand sa propre saison en résidence qui est le creuset où s’est élaboré son répertoire éclectique. Il fonde également le festival des «Soirées Onslow» et la Journée Onslow.
Il est spécialisé dans les ciné-concerts.
Le Quatuor Prima Vista s'est produit dans de nombreux festivals et sur plusieurs scènes en France, en Angleterre, en Allemagne, aux Pays-Bas, en Espagne, en Italie, en Pologne, en Russie, à Chypre, aux États-Unis et en Afrique. Il a fait ses débuts en Chine dans le cadre du prestigieux festival Croisements lors d'une tournée en mai 2015.

## Répertoire
Sans oublier le grand répertoire du quatuor à cordes, de Mozart et Haydn à Bartók et Chostakovitch, avec des détours fréquents par la redécouverte d'auteurs peu connus, ainsi que par la création d'œuvres modernes et contemporaines, (parfois écrites à son intention), le Quatuor Prima Vista a constamment exploré de nouveaux horizons esthétiques tels que le tango, le jazz, le klezmer, les contes en musique pour enfants, les transcriptions du répertoire symphonique et lyrique, ou l'accompagnement de films muets (ciné-concerts) dont il est un des rares spécialistes et le premier quatuor à cordes à l'avoir pratiqué avant que d'autres (Quatuor Debussy, Ensemble Opus 62, Tang Quartet, ConTempo Quartet, Cuarteto Sequenza) abordent ce répertoire en interprétant ses partitions.
Sa création sur le film "Les Ailes", a été labellisée en France par le Comité de la Mission du centenaire présidé par l’historien Antoine Prost, et aux États-Unis par la World War I Centennial Commission (WWICC). Ce ciné-concert a été sélectionné au niveau national pour commémorer l'engagement des États-Unis aux côtés des forces alliées durant la Première Guerre mondiale : le Quatuor Prima Vista a notamment été invité à l'interpréter lors d'une tournée qui l'a conduit à se produire à New York, Chicago, Washington, Saint-Louis et Minneapolis.
Son engagement militant au service des compositeurs d'Auvergne d'hier et d'aujourd'hui (George Onslow, Antoine Lhoyer, Henri Thévenin, Daniel Meier, Baudime Jam) et de leur inscription au répertoire, en lien avec la recherche musicologique et la pédagogie, est également un des axes majeurs de son activité artistique : la conjugaison de son rayonnement géographique et de ce travail de diffusion patrimoniale sans précédent font aussi du Quatuor Prima Vista un ambassadeur musical de sa région d'origine.

## Membres
Les membres fondateurs étaient :
- Violon 1 - Elzbieta Gladys
- Violon 2 - Laurent Conti
- Alto - Baudime Jam
- Violoncelle - Hubert Etienne†